# صفي أباد جزايري
صفي أباد جزايري هي قرية في مقاطعة مباركة، إيران. في تعداد عام 2006، لوحظ وجودها، ولكن لم يتم الإبلاغ عن سكانها.